# Warren McVea
Warren McVea é um ex-jogador profissional de futebol americano estadunidense.

## Carreira
Warren McVea foi campeão da Super Bowl IV jogando pelo Kansas City Chiefs.